# Ardovská jaskyňa
Ardovská jaskyňa (pol. Jaskinia Ardowska) – jaskinia na obszarze Krasu Słowacko-Węgierskiego w Wewnętrznych Karpatach Zachodnich na Słowacji.

## Położenie
Jaskinia znajduje się na zachodnim skraju Płaskowyżu Silickiego, w północnym zamknięciu Długowiejskiego Polja (słow. Dlhoveské polje), na południowy wschód od wsi Ardovo. Wylot jaskini znajduje się na wysokości 314 m n.p.m. pod skalną ścianą na południowym zboczu wzgórza Vysoká (417 m n.p.m.).

## Geneza – morfologia
Jaskinia Ardowska jest jaskinią pochodzenia szczelinowo-rzecznego. Powstała w jasnych, tzw. wettersteinskich wapieniach środkowego triasu. Wyrzeźbił ją wzdłuż starych pęknięć wapiennego stoliwa podziemny potok, spływający od strony Doliny Skalickiej (słow. Skalické údolie, też: Lukaštie, na wschód od Ardova) oraz wody gromadzone przez ponory Długowiejskiego Polja. Rozwinięta jest w dwóch poziomach. Łączna długość korytarzy wynosi ok. 1600 metrów. Szata naciekowa znacznie uszkodzona.

## Historia eksploracji
Jaskinia znana od czasów prehistorycznych. Była zamieszkana w neolicie (linearna ceramika zaliczana do kultury bukowogórskiej), w epoce brązu (ludzkie szczątki ze śladami ludożerstwa, a także ceramika i brązowa biżuteria zaliczane do kultury kyjatyckiej), a następnie w czasach rzymskich. Obecnie jest stanowiskiem znanym z cennych znalezisk antropologicznych i archeologicznych.

## Ochrona jaskini
Od 1972 r. jaskinia jest chroniona jako narodowy pomnik przyrody (słow. národná prírodná pamiatka).

## Turystyka
Jaskinia nie jest udostępniona do zwiedzania.